# Cíntia Dicker
Cíntia Schneider Dicker (Campo Bom, 6 de dezembro de 1986) é uma atriz e modelo brasileira.
Em 2014, foi convidada para integrar a telenovela Meu Pedacinho de Chão, interpretando Milita.

## Carreira
Descendente de alemães e irlandeses, Dicker apareceu em anúncios para Ann Taylor, Macy's, L'Oréal, American Eagle Outfitters, Tom Ford, Wildfox Couture e Yves Saint Laurent e em catálogos para Victoria's Secret, H&M, Gap, bebe stores e Lands 'End. Ela esteve nas capas das revistas francesa  Marie Claire  Elle, Madame Figaro e brasileira Vogue /Teen Vogue, e foi destaque na Sports Illustrated Swimsuit Edition em 2009, 2010, 2011, 2012 e 2013. Dicker participou de desfiles de moda, incluindo Gucci, Anna Sui, Peter Som, Matthew Williamson, Tommy Hilfiger, DSquared², Lanvin e Dolce & Gabbana
Sua carreira de modelo e atriz para Sports Illustrated  e outros clientes com altos salários lhe permitiu apoiar instituições de caridade para crianças no Brasil e ela também espera que isso lhe permita iniciar seus próprios negócios no futuro. Ela é classificada como uma das modelos "mais sexy" do mercado.
Ela se descreveu como espiritualista. Em 2014, recebeu o papel de Milita na novela brasileira Meu Pedacinho de Chão. Ela é uma ruiva natural.
Em 2015, atuou na série 100 Anos de Beleza do canal WatchCut Video Youtube, representando seu país natal, Brasil.
Em julho de 2022, Cíntia anunciou que está esperando seu primeiro filho com Pedro Scooby. No dia 27 de dezembro de 2022, nasceu a sua filha com Scooby, que recebeu o nome Aurora.

## Filmografia

### Televisão
| Ano  | Título                        | Papel não                         |
| ---- | ----------------------------- | --------------------------------- |
| 2005 | Belíssima                     | Modelo (participação)             |
| 2013 | Correio Feminino              | A Adolescente                     |
| 2014 | Meu Pedacinho de Chão         | Milita                            |
| 2016 | Totalmente Demais             | Ela mesma (participação especial) |
| 2017 | Pega Pega                     | Ulla Berger (participação)        |
| 2022 | A Vida é Irada, Vamos Curtir! | Ela mesma                         |